# Mordor
Pour les articles homonymes, voir Mordor (homonymie) et Cirith Ungol (homonymie).

L'œil de Sauron, emblème du Mordor.

Autre représentation

Le Mordor (« pays noir » en sindarin) est une région de la Terre du Milieu, univers de fiction créé par J. R. R. Tolkien, surtout décrit dans Le Silmarillion et dans Le Seigneur des anneaux, dont il occupe la moitié du livre VI.
Dans ce troisième tome du Seigneur des anneaux, Le Retour du roi, Frodon et Sam doivent en traverser les étendues arides pour accomplir leur mission : détruire l'Anneau unique en le jetant dans les flammes de l'Orodruin, le volcan qui domine le nord-ouest du Mordor. Fief inhospitalier du Seigneur des Ténèbres Sauron, l'histoire et la géographie de cette région, encore appelée Terre Sombre, lui sont étroitement liés.

## Géographie

### Généralités

Localisation du Mordor, dans la Terre du Milieu (en rose, les territoires vassaux : au nord le Sud-Rhovanion, à l'est le Rhûn, au sud-est le Khand, au sud le Harad et à l'ouest le Harondor et l'Ithilien.

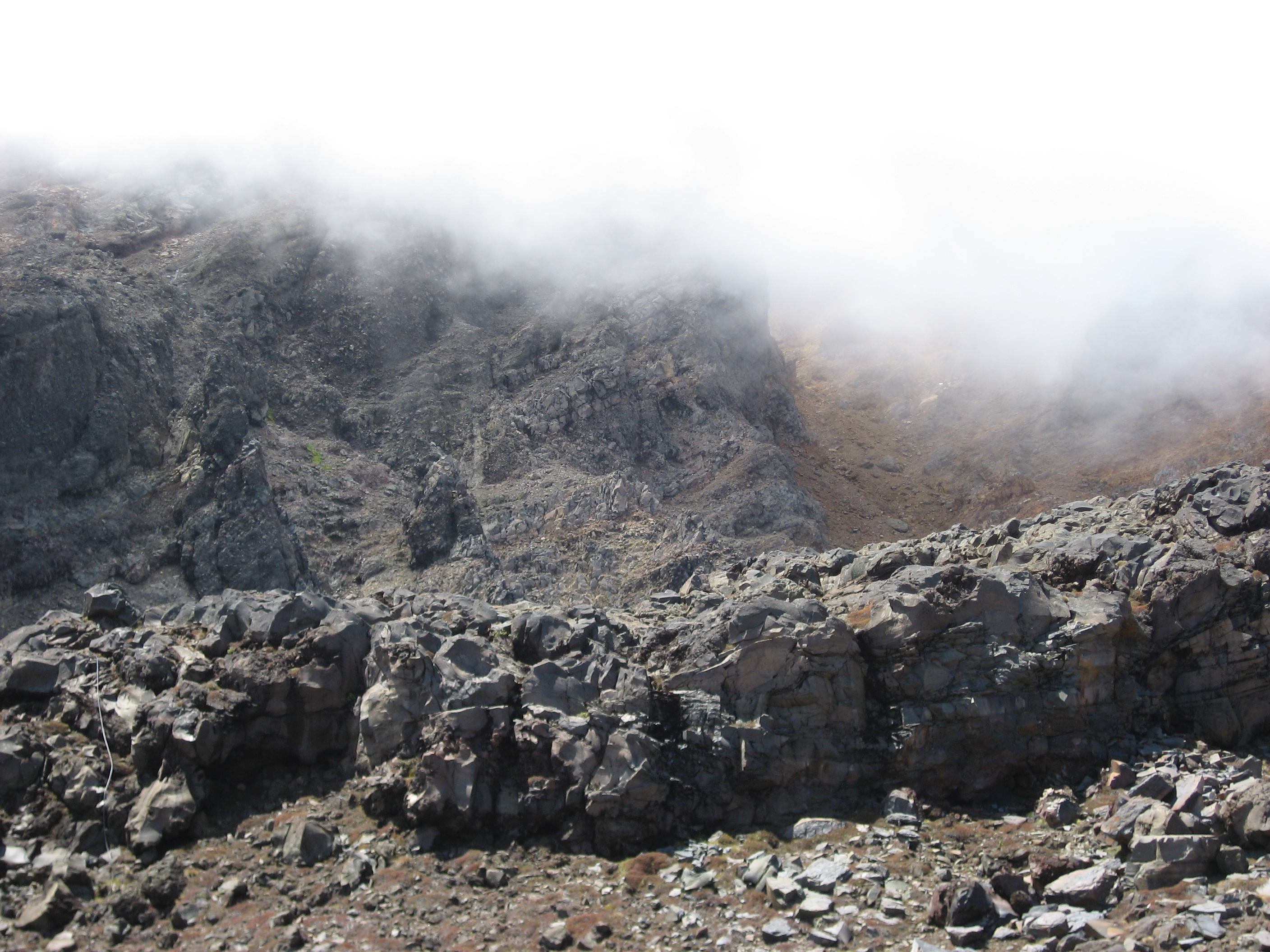
Aperçu du Mordor dans l'adaptation cinématographique de Peter Jackson (parc national de Tongariro, Nouvelle-Zélande).

Le Mordor est situé dans le sud-est de la partie de la Terre du Milieu qui apparaît sur les cartes, c'est-à-dire le nord-ouest de ce continent. Il est entouré au nord par le Rhovanion, à l'ouest par le Gondor, au sud par le Harad, au sud-est par le Khand, à l'est par le Rhûn.
Le pays a la forme d'un rectangle ouvert à l'Est, dont les côtés sont constitués par des chaînes de montagnes : l’Ered Lithui (« Monts de Cendre ») au nord et l’Ephel Dúath (« Montagnes de l'Ombre ») à l'ouest et au sud. Les deux chaînes se rejoignent au nord-ouest du rectangle, délimitant la vallée d'Udûn.
Dans le coin nord-ouest du pays est situé le plateau de Gorgoroth, où se trouvent l'Orodruin (la montagne du Destin) et la tour de Barad-dûr. Au sud-est du Mordor s'étend une vaste étendue d'eau,la mer de Núrnen ou lac Núrnen. Les plaines de Nurn, qui entourent cette mer intérieure, sont séparées du plateau de Gorgoroth par des avancées de l'Ered Lithui et de l'Ephel Dúath.

### Ered Lithui
L'Ered Lithui (« les Monts Cendrés » en sindarin) est une chaîne de montagnes, longue de près de 500 miles,, qui forme la frontière nord du Mordor. C'est sur l'une de ses avancées, sur le plateau de Gorgoroth, qu'est bâtie Barad-dûr, la forteresse de Sauron.

### Ephel Dúath
L'Ephel Dúath (« les Monts de l'Ombre » en sindarin) est un massif montagneux qui forme la frontière Ouest et Sud du Mordor. Descendant vers le fleuve Anduin, son versant occidental forme une frontière naturelle longue de 400 miles (environ 600 km) à l'Est de la riche province d'Ithilien, objet de luttes incessantes entre le Gondor et le Mordor. Au nord il rejoint l'Ered Lithui, tandis que son versant oriental forme l'éperon rocheux du Morgai et le plateau de Gorgoroth, au centre duquel se dresse Amon Amarth, la Montagne du Destin. À la même latitude que les cités gondoriennes de Minas Tirith et d'Osgiliath, on trouve Imlad Morgul, la vallée de Minas Morgul, l'ancienne Minas Ithil, la tour de Cirith Ungol garde l'accès au col de Cirith Ungol. La chaîne se prolonge vers le Sud avant de bifurquer vers l'Est, au niveau de la rivière Poros, marquant ainsi la limite méridionale du Mordor et séparant les plaines de Núrn des plaines arides d'Harad et du Khand au sud-est. 300 miles à l'Est de la bifurcation, la chaîne remonte vers le Nord-Est et  s'abaisse progressivement. L'Est du Mordor est ainsi ouvert sur les différents royaumes du Khand, ce qui a facilité la coopération entre Sauron et les orientaux.
Les Monts de l'Ombre sont de très hautes montagnes. D'un noir d'encre, ils offrent aux aventuriers les plus courageux (ou insensés) un versant escarpé presque impossible à escalader, c'est pourquoi Sauron s'en sert comme rempart pour protéger ses terres. Si après la guerre de l'anneau, la lumière vient réchauffer ces monts, ils gardent néanmoins leur couleur noir de jais.

La partie Nord-Ouest de l'Ephel Dúath est séparé en deux par une dépression, le long de laquelle courait une route reliant le col de Morgul et Durthang. La chaîne de Morgai, à l'Est, est ainsi séparée du reste d'Ephel Dúath. Elle constitue une seconde protection pour le Mordor et a nettement ralenti la progression du porteur de l'anneau en Mordor :
« Ils virent bientôt qu'il était impossible de passer par la crête de Morgai, ainsi qu'en aucun des plus hauts niveaux, dépourvus de sentiers et coupés de gorges profondes. Ils finirent par être contraints de redescendre par le ravin qu'ils avaient escaladé pour chercher une voie le long de la vallée [la dépression]. »

#### Vallée d'Udûn
La vallée d'Udûn est située dans le coin nord-ouest du Mordor. Elle est formée par les extrémités des chaînes de l'Ered Lithui au Nord et de l'Ephel Dúath à l'Ouest. Au Nord, la vallée est close par le Morannon, et au Sud par l'Isenmouthe. Venant du Sud, on y accède via la passe de Carach Angren (« Gouffres de Fer » en sindarin). La totalité de la vallée est surveillée par le Fort de Durthang, bâti sur un contrefort de l'Ephel Dúath. Carchost et Narchost, les tours des dents, gardent la passe du Morannon.
Il est probable que Sauron ait nommé cette vallée en l'honneur d'Utumno, l'ancienne forteresse de son maître Melkor.[réf. nécessaire]
Le fort de Durthang (Sombre joug en sindarin[réf. nécessaire]) est probablement un ancien bastion bâti par les Dúnedain pour surveiller le Mordor. Il se dresse à l'ouest de la vallée d'Udûn, au nord de la chaîne de l'Ephel Dúath. Du temps de la Guerre de l'Anneau, le fort  est « l'une des nombreuses places fortes d'Orques, accumulées autour de la vallée d'Udûn ».

#### Imlad Morgul
« Une vallée en longue pente, un profond chiasme d'ombre, [qui] montait loin dans les montagnes. […] Hauts perchés sur une assise rocheuse des courbes de l'Ephel Dúath, se dressaient les murs et la tour de Minas Morgul »

Faisant face à Minas Tirith et aux ruines d'Osgiliath, Imlad Morgul (« Vallée de la Magie Noire » en sindarin) a été creusée par la rivière Morgulduin et constitue la seule voie de sortie des armées mordoriennes vers l'Ouest (la seule autre voie étant la Porte Noire au Nord-Ouest). Ses pentes sont couvertes de prairies de fleurs nauséabondes, « lumineuses, belles, et pourtant de configuration horrible », qui luisent légèrement, comme la route de la vallée, qui mène à la cité de Minas Morgul.[réf. nécessaire]

#### Minas Morgul
Minas Morgul (« Tour de la Sorcellerie » en sindarin), aussi connue sous son ancien nom de Minas Ithil, est une ancienne cité gondorienne prise par les Nazgûl en l'an 2002 T.A.. Située sur l'Ephel Dúath, elle fait face aux ruines d'Osgiliath et à la cité de Minas Tirith, dont elle est jumelle. Frodon et Sam passent à proximité lorsque Gollum les mène vers le tunnel de Cirith Ungol.

#### Cirith Ungol

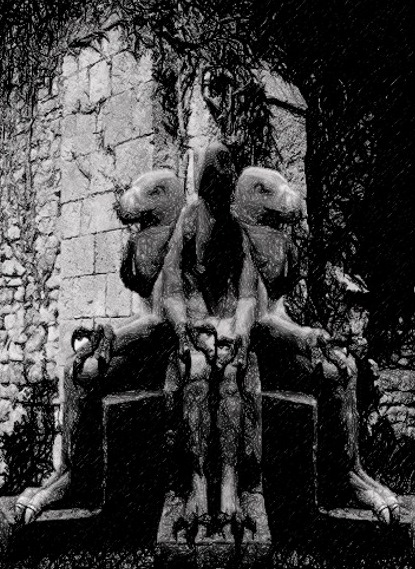
Un des « Deux Guetteurs » gardant l'entrée de la Tour de Cirith Ungol.

Cirith Ungol (« Passe de l'araignée » en sindarin) est le seul passage permettant d'accéder au Mordor depuis l'Ithilien sans devoir passer par Minas Morgul ou par le Nord via le Morannon. La passe de Cirith Ungol est protégée par la Tour de Cirith Ungol, construite par les hommes de Gondor après la guerre de la Dernière Alliance des Elfes et des Hommes. Son but principal était de défendre l'Ithilien des attaques des serviteurs rescapés de Sauron ou de les empêcher de quitter le Mordor.
La forteresse a probablement été occupée par des garnisons du Gondor jusqu'en 1636 T.A., où la grande peste a décimé la population. Après la peste, le Gondor n'a plus jamais occupé Cirith Ungol, ce qui a permis à Sauron de réoccuper le Mordor. Durant le périple de l'anneau, Frodon et Sam ont été conduits jusqu'à ce passage par Gollum, dans la tanière de l'araignée géante Arachne.
L'entrée de la Tour de Cirith Ungol est gardée par les « Deux Guetteurs », des statues maléfiques.
Le nom de Cirith Ungol vient sans doute de la mère d'Arachne, Ungoliant, qui était alliée avec Melkor, le premier seigneur des Ténèbres.

### Intérieur du Mordor

#### Plateau de Gorgoroth
Le plateau de Gorgoroth (« Lieu de l'Extrême Horreur » en sindarin) est situé au nord-ouest du Mordor. En son milieu trône l'Orodruin, la Montagne du Destin. À l'est de la Montagne du Destin, sur une crête de l'Ered Lithui, Sauron a construit sa forteresse de Barad-dûr. Pendant la guerre opposant les Hommes aux armées de Sauron, Gorgoroth fut le site des mines et des forges nécessaires à la production des armes du Mordor :

« En cette basse terre derrière le Morannon, se trouvaient les tunnels et les profonds arsenaux que les serviteurs du Mordor avaient constitués pour la défense de la Porte Noire de leur pays […]. Sur les éperons avancés étaient construits des forts et des tours, et des feux de bivouac étaient allumés, un mur de terre avait été élevé pour barrer la trouée, et on avait creusé une profonde tranchée qui ne pouvait être franchie que sur un seul pont. »

Frodon Sacquet, dans sa quête pour détruire l'Anneau unique, traversa plusieurs jours durant le vaste Plateau de Gorgoroth afin d'atteindre l'Orodruin. On pense souvent que le Mordor ne peut abriter aucune végétation. Toutefois, ce n'est pas le cas. En effet, Frodon et Sam, lors de leur traversée des plaines de Gorgoroth, tombent au beau milieux de ronces épineuses. Elles étaient dotées d'aiguilles longues d'un pied selon les propos de Sam. Ces ronces étaient les plus grandes de la Terre du Milieu et étaient « aussi dangereuses et effilées que les dagues des orques, et s'étendaient sur le pays comme des rouleaux de fils barbelés » nous savons aussi que « Les épines et les ronces avaient la solidité du fil de fer et elles s'agrippaient comme des serres ».

#### Plaine du Lithlad
L'emplacement de la plaine du Lithlad n'est pas clair. Le Seigneur des anneaux indique que Frodon et Sam la traversèrent pendant leur périple en Mordor : « Mais comme ces chaînes se rapprochaient l'une de l'autre (car elles n'étaient en fait que des parties d'un grand mur entourant les tristes plaines de Lithlad et de Gorgoroth et, tout au centre, la mer intérieure de Núrnen), elles projetaient de longs bras vers le nord ; et entre ceux-ci, se trouvait une gorge profonde. »
Cette information laisserait à penser que cette plaine se trouve donc dans les environs du plateau de Gorgoroth. Cependant, sur la première carte dans un brouillon du Seigneur des Anneaux, la plaine de Lithlad se trouve au sud de l'Ered Lithui à l'est de Barad-dûr.

#### Plaine de Núrn
La partie Sud du pays est consacrée à la production de nourriture pour l'armée du Mordor. On y trouve « des grands champs travaillés par des esclaves » qui forment la plaine de Núrn. La région est desservie par de grandes routes qui rejoignent les pays assujettis au Mordor, à l'est et au sud, d'où des convois ramènent « de longs convois de camions chargés de marchandises, de butin et d'esclaves frais ». Au centre de cette plaine se trouve la mer intérieure de Núrnen (parfois appelée Lac Núrnen). Son eau est jugée amère et non potable[réf. nécessaire]. Selon Karen Wynn Fonstad, la mer de Rhûn et la mer de Núrnen sont les restes de la mer intérieure d'Helcar datant du Premier Âge.

## Histoire

### Second Âge
L'histoire du Mordor est étroitement liée à celle du Maia Sauron, qui en fait son fief dès le Second Âge. Il s'y installe vers l'an 1000 S.A., pour s'opposer à la puissance grandissante des Númenoréens sur les côtes de la Terre du Milieu. Près de 600 ans plus tard, il achève la construction de la forteresse de Barad-dûr et forge l'Anneau unique dans l'Orodruin. En 1693, Sauron entre en guerre contre les Elfes d'Eregion et envahit l'Eriador, mais il est vaincu par les Númenóréens et se retranche au Mordor. Son influence s'étend sur les Hommes du Sud et de l'Est, et seul le nord-ouest de la Terre du Milieu, où règne Gil-galad, et les côtes, où les Númenóréens établissent des colonies fortifiées, échappent à son emprise.
Sauron quitte le Mordor en 3262 et est emmené en otage à Númenor par le roi Ar-Pharazôn, qu'il corrompt et convainc d'attaquer les Valar. À la suite de cette guerre impie, Númenor est submergée en 3319 ; le corps de Sauron est détruit par le cataclysme, mais son esprit retourne à Barad-dûr où il reprend lentement des forces. Le Mordor se prépare alors à attaquer le jeune royaume de Gondor, fondé par des Númenóréens ayant échappé à la Submersion.
En 3429, Minas Ithil tombe aux mains du Mordor, et l'Arbre Blanc est brûlé. L'année suivante, Gil-galad et Elendil concluent la Dernière Alliance des Elfes et des Hommes. En 3434, les armées du Mordor sont vaincues à la bataille de Dagorlad, et la Dernière Alliance pénètre dans le Mordor par le Morannon et assiège Barad-dûr. Après sept années de conflit, Sauron tente de briser le siège en effectuant lui-même une sortie, mais il est vaincu en combat singulier par Gil-galad et Elendil, dont le fils, Isildur, s'empare de l'Anneau unique. Sauron est privé de son enveloppe corporelle, et sa défaite marque la fin du Second Âge.

### Troisième Âge
Après la défaite de Sauron, le Mordor devient une terre vide. Les Gondoriens rasent Barad-dûr, mais les fondations de la tour restent en place. Ils construisent de nombreuses fortifications pour surveiller le pays : les tours de Carchost et Narchost, à l'entrée du Morannon, le château de Durthang dans l'Ephel Dúath, ou encore la citadelle de Cirith Ungol. Si la vigilance est constante au début, elle faiblit lentement ; en 1636 T.A., les forts sont définitivement désertés à cause de la Grande Peste qui ravage le Gondor.
En 1980, le Roi-Sorcier retourne au Mordor et y rassemble les Nazgûl. Ils mettent le siège devant Minas Ithil en 2000, et la ville tombe une nouvelle fois aux mains du Mordor deux ans plus tard. Elle est rebaptisée Minas Morgul, et Sauron s'empare de son palantír. Dès lors, Sauron dirige le Mordor à distance, depuis son repaire de Dol Guldur, à travers les Nazgûl, préparant ainsi son retour. En 2941, après la bataille des Cinq Armées et l'attaque de Dol Guldur par le Conseil Blanc, Sauron regagne le Mordor. Dix ans plus tard, il se déclare à nouveau ouvertement. Il entreprend la reconstruction de Barad-dûr et l'Orodruin entre à nouveau en éruption. Pour pallier les préparatifs de la Guerre de l'Anneau, Sauron fait cultiver des champs dans la plaine de Núrn tandis qu'il concentre ses forces sur la plaine de Gorgoroth et aux alentours de Minas Morgul.
Durant la Guerre de l'Anneau, le Mordor entre en guerre contre le Gondor, reprend les ruines d'Osgiliath, et assiège directement Minas Tirith. L'armée de Sauron est cependant affaiblie lors de la bataille des Champs du Pelennor, puis définitivement vaincue lors de la bataille de la Porte Noire, tandis que les hobbits Frodon et Sam détruisent l'anneau dans la montagne du Destin. La tour de Barad-dur s'effondre en même temps que l'étendue de la plaine de Gorgoroth, et le Mordor est abandonné de ses habitants.

## Création et évolution
Le nom Mordor apparaît dans le deuxième manuscrit de La Chute de Númenor, un texte rédigé vers 1936 ou 1937 qui évoluera jusqu'à donner l'Akallabêth, publié en 1977 dans Le Silmarillion. Il s'agit déjà du pays où Thû, bientôt rebaptisé Sauron, se rend après la chute de Númenor, pour réoccuper son ancienne forteresse qu'Elendil et Gil-galad viennent assiéger.
Le Mordor n'acquiert de réelle substance que durant la rédaction du Seigneur des anneaux. Un brouillon, datant probablement de la fin de la « première phase » d'écriture du roman (qui s'achève vers la mi-1938), voit Elrond expliquer que « la Forêt Noire occupe à présent une partie de ce morne pays ». Selon Christopher Tolkien, il est possible que son père ait alors envisagé que « la Tour Noire du Mordor » et la tour du Nécromancien, dans le sud de la Forêt Noire (mentionnée dans Le Hobbit) n'aient fait qu'un – la géographie de la Terre du Milieu est encore très floue en dehors des limites de la carte des Terres Sauvages parue dans Bilbo. Toutefois, Tolkien arrive rapidement à la conclusion que le Nécromancien « n'avait fui la Forêt Noire que pour retrouver son ancienne forteresse dans le Sud, près du mitan du monde en ce temps, au Pays de Mordor ».
Sur la première carte complète du Seigneur des anneaux réalisée par Tolkien, le Mordor occupe déjà le coin sud-est, et sa forme correspond grossièrement à celle qu'il a sur la carte finale. Toutefois, les chaînes de montagnes qui le délimitent sont moins rectilignes, et à l'intérieur de la région, la mer de Núrnen occupe une position plus centrale, sans parler de ses rivages qui sont tout à fait différents. Le cours d'eau qui se jette dans la rive sud de cette mer prend sa source à un endroit appelé « Passe de Nargil » ou « Narghil », qui n'apparaît nulle part ailleurs dans les écrits de Tolkien. Une différence importante apparaît à l'ouest, où il n'existe qu'une voie d'accès au Mordor, la passe de Kirith Ungol, située à l'emplacement du futur Morannon.

## Noms et traductions
Mordor signifie « pays noir » en sindarin, de morn « noir » et dor « pays, région ». Il est également désigné par diverses périphrases dans Le Seigneur des anneaux : « Pays (ou Terre) Noir(e) », « Pays (ou Terre) Ténébreux/se », « Pays (ou Terre) sans Nom ». Marjorie Burns a souligné la ressemblance entre Mordor et le nom vieil anglais morþor « meurtre, tourment, péché capital ». Elle les relie également à l'idée de morsure, soulignée à plusieurs reprises par Tolkien, l'exemple le plus frappant étant les « Tours des Dents » qui se dressent devant la Porte Noire.
En 2015, la NASA découvre grâce à la sonde New Horizons une tache noire sur Charon qui est surnommée Mordor.